# Leptothelaira meridionalis
Leptothelaira meridionalis är en tvåvingeart som beskrevs av Louis-Paul Mesnil och Hiroshi Shima 1979. Leptothelaira meridionalis ingår i släktet Leptothelaira och familjen parasitflugor. Inga underarter finns listade i Catalogue of Life.